# Robert Livermore
Robert Thomas Livermore (octombrie 1799 – 14 februarie 1858) a fost un fermier de origine engleză și proprietar de terenuri influent în primele zile ale Californiei Exploatațiile sale au stat în cele din urmă la baza orașului care îi poartă numele: Livermore, California.

## Biografie
S-a născut în Springfield, Essex în Anglia, ca fiu al lui Robert Livermore și Mary Cudworth. Livermore a fost ucenicul unui zidar în tinerețe. La vârsta de 17 ani, el a decis să meargă pe mare, alăturându-se echipajului unei nave comerciale. La sosirea în  Baltimore, Maryland, s-a înrolat în Marina Statelor Unite și a călătorit în America de Sud. Ulterior, el a făcut parte din  Echipajul lordului Cochrane în 1820, în timpul Războiului de Independență peruvian împotriva Spaniei. După Peru, el a semnat cu o navă comercială engleză cu destinația California.
În 1822, el dezertează de pe nava sa din San Pedro, unde s-a întâlnit un alt dezertor britanic - Scot John Gilroy] (omonim al orașului  Gilroy). La acea vreme, existau doar o mână de vorbitori de limba engleză în Alta California, iar Livermore probabil l-a întâlnit și pe americanul Joseph John Chapman.
Livermore a lucrat o vreme la Misiunea San Gabriel și apoi s-a mutat în nord, lucrând ca mayordomo (maistru de fermă) la Rancho Bolsa del Potrero y Moro Cojo din Joaquín de la Torre, lângă  Castroville. La 20 iunie 1823, Robert a fost botezat la Misiunea Santa Clara în credința catolică, având în vedere numele Juan Bautista Roberto y José.  Cam în același timp, în  Monterey, el a cerut și a primit permisiunea guvernatorului Pablo Vicente de Solá să rămână în California.
În 1834 Livermore și partenerul său de afaceri Jose Noriega țineau animale la Rancho Las Positas, unde au construit și un adăpost. Ei au cumpărat jumătate din teren de la William Gulnac în 1837, și au primit titlul oficial în 1839 (din punct de vedere tehnic, terenul a fost acordat lui Salvio Pacheco și apoi vândut către Livermore, deoarece nu era cetățean mexican). Singurul alt locuitor al zonei la acea vreme, în afară de Ohlone, a fost José Amador (rancho-ul său era aproape de orașul actual  Dublin), care a primit grantul său de teren cu puțin timp înainte. Livermore și Amador s-au ajutat reciproc să-și construiască adăposturile.
La 5 mai 1838, Livermore s-a căsătorit cu văduva Maria Josefa de Jesus Higuera Molina (1815–1879), fiica lui Jose Loreto Higuera, beneficiar al Rancho Los Tularcitos la Misiunea San José.  Bunicul Josefei, Ygnacio Higuera, a fost membru al expediției Sancta a lui Gaspar de Portolà în 1769 și l-a însoțit pe Juan Bautista de Anza în expediția sa din 1775-1776.. Ei s-au stabilit mai întâi în Valea Sunol, dar mai târziu s-au mutat la Las Positas, în timp ce făcea excursii regulate acolo pentru a-și gestiona ferma. Inițial, o structură de chirpici construită de Livermore și Amador a servit drept casă a lor pe rancho. În 1850, o casă din lemn cu două etaje a fost expediată în jurul capului Horn și a devenit noua casă a fermierilor. Mai târziu, structura de chirpici a fost închiriată lui Nathaniel Greene Patterson care a folosit-o ca un mic hotel, primul loc de divertisment din vale.
Economia rancho-ului se baza pe vite, piei și seu, precum și pe agricultură. Livermore a plantat primii struguri de vin din zonă, iar astăzi Livermore Valley este una dintre cele mai importante regiuni viticole din California.
Livermore a evitat implicarea în politică, iar toate dovezile indică faptul că s-a înțeles bine atât cu comunitățile mexicane, cât și cu cele anglo, devenind chiar cetățean mexican în 1844. Singura sa participare la evenimentele din jurul cuceririi Californiei a fost aceea de a ajuta la transportul de la Commodore John Drake Sloat la John C. Frémont la Fortul lui Sutter că Monterey fusese ocupat de forțele americane, și că acest lucru ar fi putut fi parțial motivat de faptul că Noriega a fost capturat în timpul Revoltei steagului ursului și a fost ținut la Fortul Lui Sutter.

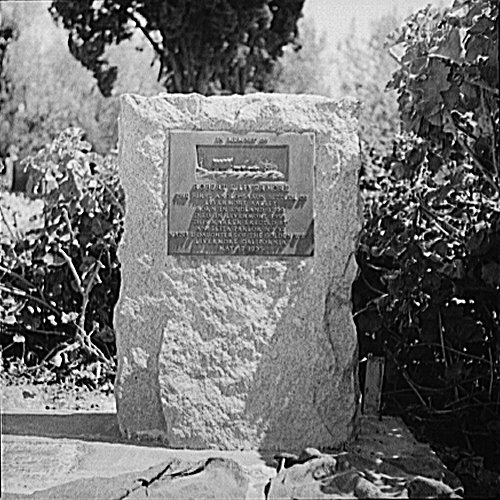
Mormântul lui Livermore în 1942, în perioada în care mormântul său real a fost "pierdut".

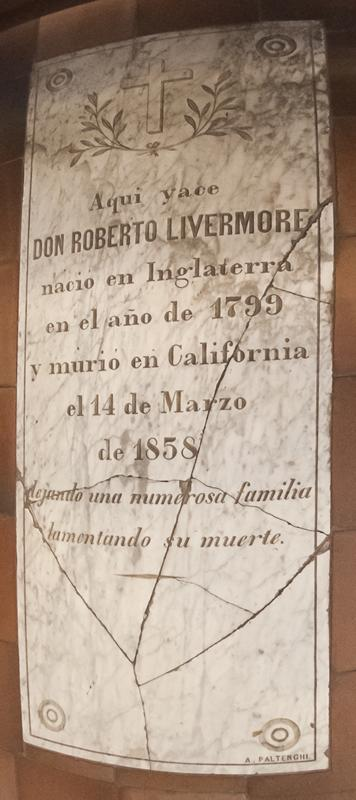
Marcajul mormântului lui Livermore se află în prezent în podeaua misiunii. Notați data decesului la 14 martie 1858.

În timpul Goanei după aur din California, Livermore nu a încercat să se alăture minerilor. În schimb, în 1847 el și Noriega au cumpărat Rancho Cañada de los Vaqueros și l-au adăugat la exploatațiile lor. Pământurile lor erau pe ruta de la sud San Francisco Bay Area la câmpurile de aur și astfel, un oficiu poștal a fost înființat acolo în 1851, funcționând timp de doi ani. El a fost cunoscut pentru generozitatea și ospitalitatea sa față de trecători, atât de mult încât zona a devenit cunoscută sub numele de "Valea lui Livermore". Când Comitatul Alameda, California, a fost format în 1853, Livermore a fost numit supraveghetor al drumurilor din comitat. În 1854 a cumpărat jumătatea lui Noriega din Rancho Las Positas și i-a dat jumătate de Rancho Cañada de los Vaqueros lui Noriega.

## Moartea și moștenirea
Când Livermore a murit în 1858, a lăsat-o în urmă pe Maria Josefa și opt copii. A fost înmormântat la  Misiunea San José, dar mormântul său a fost "pierdut" timp de peste 100 de ani. Cutremurul din Hayward a distrus biserica și a fost înlocuită cu o structură de lemn. Când a fost dărâmată în 1981, muncitorii i-au descoperit mormântul original.
Robert Livermore nu a locuit niciodată în orașul care îi poartă numele. William Mendenhall l-a întâlnit pe Livermore ca parte a expediției lui Frémont, iar când a fondat orașul în 1869, l-a numit după Livermore. Numele lui Livermore a rezistat de-a lungul timpului odată cu denumirea Lawrence Livermore National Laboratory, și denumirea ulterioară a celui de-al 116-lea element al tabelului periodic, livermorium, deși denumirea nu a fost directă. Un soi⁠(d) de nuc este, de asemenea, numit "Robert Livermore".
Monumentul Memorial Livermore, situat în Parcul Portola din Livermore, servește ca memorial. Acesta este listat ca un  reper istoric din California.